# 영월군
영월군(寧越郡)은 대한민국 강원특별자치도 남부에 있는 군이다. 단종(端宗)의 능인 장릉(莊陵)이 있으며 김삿갓면에 김삿갓(김병연)의 묘가 있다. 서쪽으로 원주시와 제천시, 동쪽으로 태백시, 북쪽으로 평창군과 정선군, 남쪽으로 단양군과 영주시, 봉화군과 맞닿아 있다. 영월군은 대한민국 전 지역을 통틀어 지질이 가장 복잡한 곳 중 하나이다.

## 역사
| Daedongyeojido (Gyujanggak) 13-03.jpg | Daedongyeojido (Gyujanggak) 13-02.jpg |
| Daedongyeojido (Gyujanggak) 14-04.jpg | Daedongyeojido (Gyujanggak) 14-03.jpg |

상고시대에는 삼한 중 진한에 속했다가 이후 백제시대(234년~286년)에는 백월, 고구려시대(300년~331년)에는 내생군(奈生郡)이었던 것을 신라 때 내성현이라 고쳤고, 신라 경덕왕 대인 757년에 평창군, 정선군과 동일하게 명주(溟州)(현재의 강릉시의 군 지역)에 속했다. 통일신라 이후, 고려 때에는 동계에 속했으며, 이후 현종 대 행정구역이 정비가 되면서 서기 1018년, 명주에 속현인 내성현을 지금의 영월로 고쳐 원주, 즉 중원부에 속하였다가 공민왕 21년(1372) 군으로 승격되었다. 공양왕 원년(1389)에 충청도로부터 강원도에 속하였다.
- 조선(1699년) 영월도호부
- 1895년 6월 23일(음력 윤5월 1일) 충주부 영월군[3]
- 1896년 8월 4일 강원도 영월군[4]
- 1905년 원주관할 주천현을 영월군으로 편입
- 1914년 4월 1일 8면(군내면, 양변면, 수주면, 하동면, 상동면, 북면, 서면, 남면)으로 개편[5]
- 1931년 3월 1일 양변면을 주천면으로 개칭하였다.
- 1937년 7월 1일 군내면을 영월면으로 개칭하였다.
- 1960년 1월 1일 영월면이 영월읍으로 승격하였다.[6] (1읍 7면)
- 1963년 1월 1일 봉화군 춘양면 덕구리, 천평리를 상동면에 편입하고,[7] 수주면 일부(현 횡성군 강림면)를 횡성군 안흥면에 편입하였다.[8]
- 1973년 7월 1일 상동면이 상동읍으로 승격하였다.[9] (2읍 6면)
- 1986년 4월 1일 상동읍에서 녹전출장소(녹전리·직동리·이목리)와 석항출장소(석항리·연상리·화원리)를 분리해 중동면을 신설하였다. (2읍 7면)
- 2009년 10월 20일 서면을 한반도면으로, 하동면을 김삿갓면으로 개칭하였다.
- 2016년 11월 15일 수주면을 무릉도원면으로 개칭하였다.
- 2021년 11월 2일 중동면을 산솔면으로 개칭하였다.

## 지리
강원특별자치도의 남부에 위치하며 군의 동부에는 태백산맥이 남북으로 뻗고 남쪽에는 소백산맥이 여기서 갈려서 동서로 뻗는데 그 양 산맥의 여파가 군내 도처에 미쳐 산악이 중첩하고, 백운산·옥석산·백덕산 등이 솟아 있다. 중앙부는 한강과 그 지류 평창강·주천강 등이 영월 부근에서 합류하며, 평지는 영월분지 외엔 별로 없다. 조선 누층군의 석회암 지층이 발달한 관계로 곳곳에 카르스트 지형이 발달하여 있다. (영월군의 지질 문서 참고)
충청북도, 경상북도에 접하여 중부내륙지방에 속해 있다. 동쪽으로는 태백시, 서쪽으로는 원주시와 횡성군, 남쪽으로는 충청북도 제천시와 단양군, 경상북도 영주시와 봉화군이 북쪽으로는 평창군과 정선군이 위치해 있다. 동강과 서강이 흐르고 있고, 법정이름은 동강이 한강이며 서강은 평창강이다. 영월읍에서 두 강이 합쳐 속칭 남한강이 시작된다. 남한강은 법정이름이 아니며 북한강에 대비된 이름, 영월시점(하송, 덕포, 팔괴리 경계점)에서 양평군 양서면 양수리의 북한강합류점까지 216.7 km다. 영월읍 거운리에는 동강댐 건설이 추진되었으나 2000년 백지화되었다.

### 기후
내륙 산지에 위치해 있기 때문에 기온의 교차가 큰 내륙성 기후이다. 연평균 기온 11.2 °C , 1월 평균 －3.6 °C , 8월 평균 24.3 °C , 최고 42 °C (1942.7), 최저 －30 °C (1920.1), 연평균 강수량은 1,200mm이다.
| 영월지역기상서비스센터 (영월군 영월읍 하송리, 해발 240.54m)의 기후 | 영월지역기상서비스센터 (영월군 영월읍 하송리, 해발 240.54m)의 기후 | 영월지역기상서비스센터 (영월군 영월읍 하송리, 해발 240.54m)의 기후 | 영월지역기상서비스센터 (영월군 영월읍 하송리, 해발 240.54m)의 기후 | 영월지역기상서비스센터 (영월군 영월읍 하송리, 해발 240.54m)의 기후 | 영월지역기상서비스센터 (영월군 영월읍 하송리, 해발 240.54m)의 기후 | 영월지역기상서비스센터 (영월군 영월읍 하송리, 해발 240.54m)의 기후 | 영월지역기상서비스센터 (영월군 영월읍 하송리, 해발 240.54m)의 기후 | 영월지역기상서비스센터 (영월군 영월읍 하송리, 해발 240.54m)의 기후 | 영월지역기상서비스센터 (영월군 영월읍 하송리, 해발 240.54m)의 기후 | 영월지역기상서비스센터 (영월군 영월읍 하송리, 해발 240.54m)의 기후 | 영월지역기상서비스센터 (영월군 영월읍 하송리, 해발 240.54m)의 기후 | 영월지역기상서비스센터 (영월군 영월읍 하송리, 해발 240.54m)의 기후 | 영월지역기상서비스센터 (영월군 영월읍 하송리, 해발 240.54m)의 기후 |
| 월                                                                 | 1월                                                                | 2월                                                                | 3월                                                                | 4월                                                                | 5월                                                                | 6월                                                                | 7월                                                                | 8월                                                                | 9월                                                                | 10월                                                               | 11월                                                               | 12월                                                               | 연간                                                               |
| ------------------------------------------------------------------ | ------------------------------------------------------------------ | ------------------------------------------------------------------ | ------------------------------------------------------------------ | ------------------------------------------------------------------ | ------------------------------------------------------------------ | ------------------------------------------------------------------ | ------------------------------------------------------------------ | ------------------------------------------------------------------ | ------------------------------------------------------------------ | ------------------------------------------------------------------ | ------------------------------------------------------------------ | ------------------------------------------------------------------ | ------------------------------------------------------------------ |
| 역대 최고 기온 °C (°F)                                             | 14.1 (57.4)                                                        | 20.9 (69.6)                                                        | 25.1 (77.2)                                                        | 33.3 (91.9)                                                        | 35.3 (95.5)                                                        | 36.8 (98.2)                                                        | 38.5 (101.3)                                                       | 39.9 (103.8)                                                       | 35.0 (95.0)                                                        | 28.4 (83.1)                                                        | 25.1 (77.2)                                                        | 17.6 (63.7)                                                        | 39.9 (103.8)                                                       |
| 일평균 최고 기온 °C (°F)                                           | 2.5 (36.5)                                                         | 5.8 (42.4)                                                         | 11.8 (53.2)                                                        | 18.8 (65.8)                                                        | 24.4 (75.9)                                                        | 28.1 (82.6)                                                        | 29.2 (84.6)                                                        | 29.9 (85.8)                                                        | 25.5 (77.9)                                                        | 20.0 (68.0)                                                        | 11.9 (53.4)                                                        | 4.2 (39.6)                                                         | 17.7 (63.9)                                                        |
| 일일 평균 기온 °C (°F)                                             | −3.6 (25.5)                                                        | −0.8 (30.6)                                                        | 4.9 (40.8)                                                         | 11.5 (52.7)                                                        | 17.0 (62.6)                                                        | 21.3 (70.3)                                                        | 23.9 (75.0)                                                        | 24.3 (75.7)                                                        | 19.2 (66.6)                                                        | 12.6 (54.7)                                                        | 5.3 (41.5)                                                         | −1.7 (28.9)                                                        | 11.2 (52.2)                                                        |
| 일평균 최저 기온 °C (°F)                                           | −9.2 (15.4)                                                        | −6.8 (19.8)                                                        | −1.5 (29.3)                                                        | 4.3 (39.7)                                                         | 10.0 (50.0)                                                        | 15.6 (60.1)                                                        | 20.1 (68.2)                                                        | 20.5 (68.9)                                                        | 14.7 (58.5)                                                        | 7.1 (44.8)                                                         | −0.1 (31.8)                                                        | −7.0 (19.4)                                                        | 5.6 (42.1)                                                         |
| 역대 최저 기온 °C (°F)                                             | −23.5 (−10.3)                                                      | −23.1 (−9.6)                                                       | −15.5 (4.1)                                                        | −6.9 (19.6)                                                        | 1.7 (35.1)                                                         | 4.1 (39.4)                                                         | 10.8 (51.4)                                                        | 11.5 (52.7)                                                        | 3.7 (38.7)                                                         | −5.6 (21.9)                                                        | −11.7 (10.9)                                                       | −19.5 (−3.1)                                                       | −23.5 (−10.3)                                                      |
| 평균 강수량 mm (인치)                                              | 19.1 (0.75)                                                        | 28.2 (1.11)                                                        | 45.1 (1.78)                                                        | 73.5 (2.89)                                                        | 78.4 (3.09)                                                        | 137.1 (5.40)                                                       | 294.8 (11.61)                                                      | 280.4 (11.04)                                                      | 139.4 (5.49)                                                       | 49.4 (1.94)                                                        | 37.4 (1.47)                                                        | 22.3 (0.88)                                                        | 1,205.1 (47.44)                                                    |
| 평균 강수일수 (≥ 0.1 mm)                                           | 6.7                                                                | 6.3                                                                | 8.3                                                                | 9.0                                                                | 8.9                                                                | 10.2                                                               | 16.4                                                               | 15.1                                                               | 10.0                                                               | 6.2                                                                | 8.2                                                                | 6.8                                                                | 112.1                                                              |
| 평균 상대 습도 (%)                                                 | 63.5                                                               | 59.8                                                               | 57.8                                                               | 55.6                                                               | 62.6                                                               | 69.4                                                               | 79.8                                                               | 79.7                                                               | 77.7                                                               | 74.0                                                               | 69.6                                                               | 67.1                                                               | 68.1                                                               |
| 평균 월간 일조시간                                                 | 179.9                                                              | 177.6                                                              | 202.2                                                              | 209.2                                                              | 225.9                                                              | 196.5                                                              | 138.8                                                              | 155.0                                                              | 155.9                                                              | 179.7                                                              | 151.5                                                              | 170.6                                                              | 2,142.8                                                            |
| 출처: 기상청 (평년값: 1995년~2020년, 극값: 1995년~현재)            |                                                                    |                                                                    |                                                                    |                                                                    |                                                                    |                                                                    |                                                                    |                                                                    |                                                                    |                                                                    |                                                                    |                                                                    |                                                                    |

## 지질
영월군은 대부분이 옥천 습곡대에 포함된다. 고생대의 조선 누층군은 영월군 중,서부지역에 많이 분포하고, 평안 누층군은 조금 분포하며, 선캄브리아기의 암석은 영월군 극동부와 극서부 지역에 소규모 분포한다.

### 고생대조선 누층군과 석회암 카르스트 지형

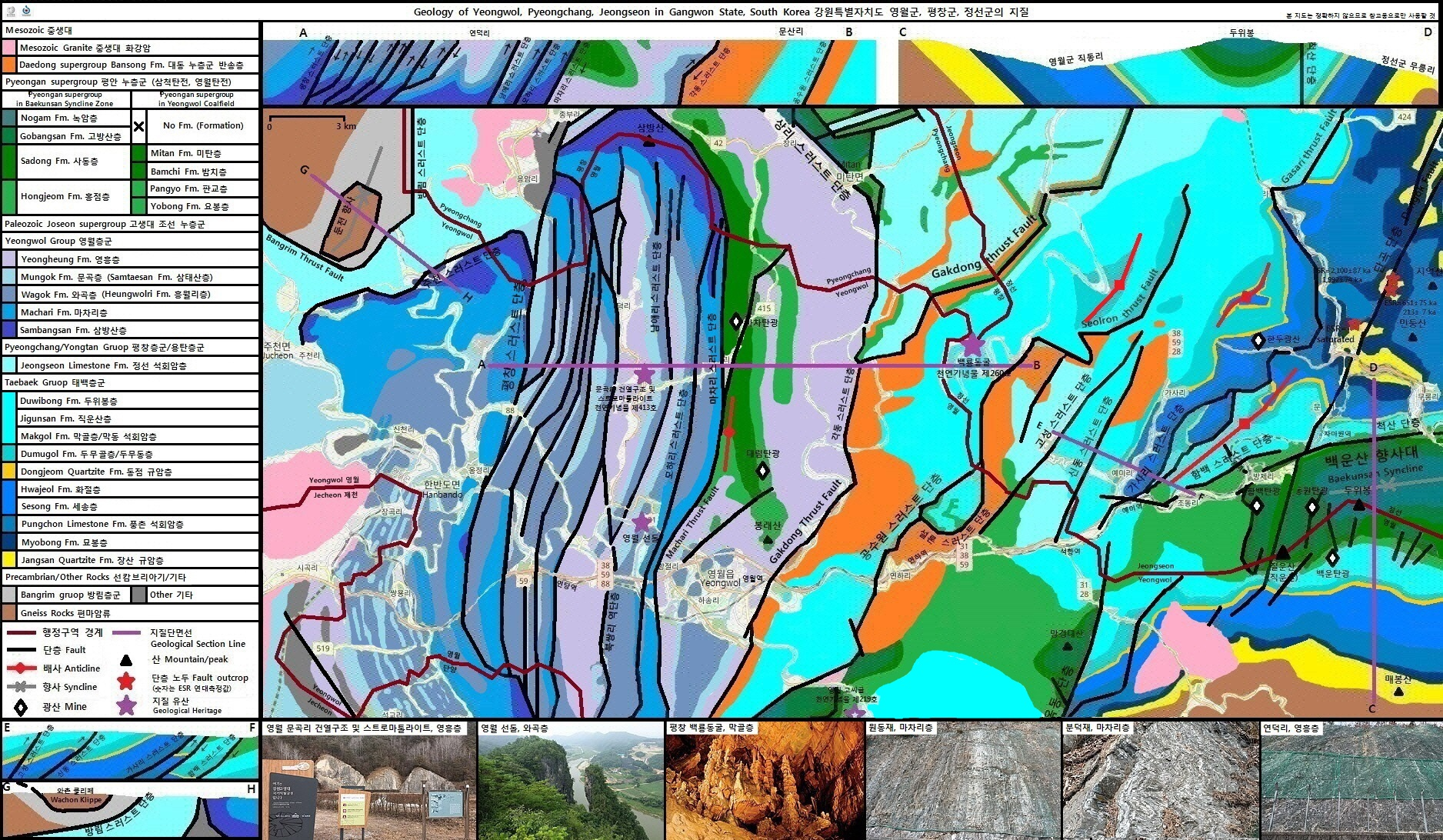
영월군의 지질 분포도와 영월인편상구조대(영월 스러스트 시스템)의 지질 구조

조선 누층군은 고생대 초기 캄브리아기에서 오르도비스기에 이르기까지 형성된 퇴적암이다. 영월군에 분포하는 조선 누층군은 영월군 동부 상동읍과 중동면 북부에 분포하는 태백층군과, 영월군 중서부 영월인편상구조대를 중심으로 분포하는 영월층군으로 구분된다. 이 지층은 석회암을 다수 포함하고 있어 고씨 동굴과 같은 석회암 카르스트 지형을 다수 발달시킨다. 원래 태백, 삼척 지역에 분포하는 태백층군은 백운산 향사대를 따라 영월군 동부 상동읍과 중동면 북부에 분포하며, 캄브리아기에서 오르도비스기에 퇴적된 장산 규암층, 묘봉층, 대기층(풍촌석회암층), 화절층, 동점층, 두무골(두무동)층, 막골(막동)층으로 이루어져 있다. 영월층군은 하부로부터 삼방산층, 마차리층, 와곡층, 문곡층, 영흥층으로 구성된다. 석회암 동굴인 고씨 동굴을 형성하고 있는 지층은 고생대 조선 누층군에 속하는 막동 석회암층(Omg)으로 약 4~5 억 년 전에 형성된 지층이며 지층이 퇴적된 후 오랜 세월 지하수의 용식 작용으로 막동 석회암층 내에 동굴이 형성되었다.
영월층군 (영월형 조선 누층군)
영월층군은 영월읍을 중심으로 그 서부 지역에 분포하는 탄산염-규산쇄설성 퇴적암 복합체로서, 과거에는 하부로부터 삼방산층, 마차리층, 흥월리층, 삼태산층, 영흥층으로 구분되었으나 현재는 하부로부터 삼방산층, 마차리층, 와곡층, 문곡층, 영흥층으로 구성된다. 하부 3개 층은 캄브리아기에, 상부 2개 층은 오르도비스기에 해당하는 것으로 해석되었다. 최하부의 삼방산층만이 특징적으로 쇄설성 퇴적물을 포함하며, 상부 4개 층은 주로 탄산염암으로 이루어져 있다. 평창단층 동편의 영월층군은 동쪽으로 각동 스러스트 단층, 북쪽으로 상리 스러스트 단층에 의해 경계 지어질 것으로 생각되지만, 남서쪽의 경계는 불분명하다. 이 지역은 남북으로 발달해 있는 마차리 스러스트 단층에 의해 다시 동, 서편에 나타나는 암상의 종류가 다른 분포를 보인다. 마차리 스러스트 단층 동쪽 지역에서는 상부 영월층군과 평안 누층군(영월탄전)의 암석이 함께 나타나지만, 서편 지역에서는 평안 누층군의 암석이 나타나지 않는다.

### 고생대평안 누층군과영월탄전
영월군 내에서 고생대 후기에 형성된 평안 누층군은 조선 누층군에 비해 소규모로 분포한다. 그 중에서 두드러진 것은 소위 영월탄전(寧越炭田)이라 불리는 지역으로, 북면 마차리를 중심으로 남-북 방향으로 길게 발달하는 영월탄전의 평안 누층군은 홍점층과 사동층 또는 요봉층, 판교층, 밤치층, 석탄이 부존된 미탄층으로 구성되고 사동층 상위의 지층은 없다. 이들 평안 누층군의 일반적인 주향은 남-북이며 서쪽으로 50~70° 경사한다. 평안 누층군 서쪽에서는 사동층의 주향과 거의 평행하며 60° 내외로 경사하는 마차리 트러스트 단층이 사동층의 상부를 절단하는데 이 단층에 의하여 북부(영월군 북면 공기리-평창군 미탄면 율치리 경계 지역)에서는 사동층이 삼방산층 및 마차리층과, 남부에서는 사동층과 홍점층이 마차리층과 단층으로 접하여 있다. 아래의 지층대비표에 근거하여, 본 문서에서는 홍점층과 요봉층을 동일 지층으로 간주한다.

### 광산과 지하 자원

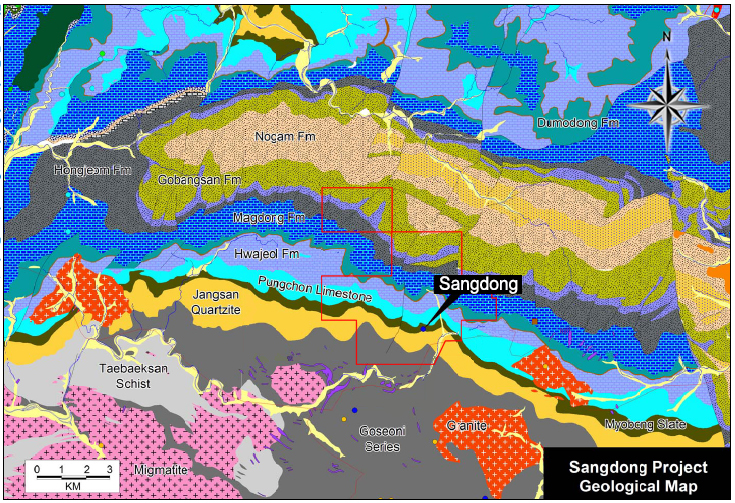
상동광산 지질도

### 지질 명소
- 천연기념물 제413호 영월 문곡리 건열구조 및 스트로마톨라이트 : 영월군 북면 문곡리(인근에 마차리 스러스트 단층이 있음)에 소재한다. 문곡리의 연덕천 주변에는 영흥층 지층으로 구성된 절벽이 있는데, 이 절벽에는 스트로마톨라이트와 건열 구조가 잘 발달되어 있어 퇴적 당시의 환경을 잘 보여 주고 있다. 스트로마톨라이트는 일반적으로 수온이 따뜻하고 햇빛이 잘 드는 적도 주변의 얕은 바다에서 만들어지는 화석으로, 이로부터 이들 스트로마톨라이트가 현재의 위치가 아닌 고생대 적도의 바다에서 형성된 후 이곳까지 이동해 왔다는 것을 지시한다. 건열 구조는 퇴적물이 대기에 노출되어 물이 증발하여 마르면서 갈라지기 때문에 만들어지는 퇴적 구조이다. 이것은 문곡리의 퇴적 지층이 형성된 곳이 매우 얕은 바다의 조간대 환경임을 말하고 있다.[16]
- 명승 제76호 영월 선돌 : 영월 방절리 서강가의 절벽에 위치하며 마치 큰 칼로 절벽을 쪼갠 듯한 형상을 이룬 곳으로 높이 약 70 m 정도의 입석이다. 해당 지역은 조선 누층군 영월층군이 분포하는 곳이며 인근에 마차리 트러스트 단층이 지난다. 이처럼 거대한 바위가 수직으로 쪼개지는 것은 석회암의 특징이다. 석회암은 퇴적암으로 층을 이루면서 퇴적되는 특징을 가지고 있는데, 선돌은 그 석회암 지층이 지각 변동에 의해 수평에서 거의 수직으로 세워지는 과정에서 벌어졌거나, 지층이 수직으로 세워진 후 오랜 세월 차별 침식을 받아 두 지층 사이의 암석이 풍화되었기 때문에 형성된 것으로 추측된다.[17]
- 천연기념물 제219호 영월 고씨굴 : 남한강 근처 김삿갓면 진별리에 위치한 석회암 동굴이다. 1966년 4월 한국동굴학회가 이끄는 한-일 합동조사단에 의해 알려지게 되었으며, 전체 길이는 약 6 km에 이른다. 동굴 주변의 지질은 조선 누층군 막동석회암층(Omg)과 고성셰일층(Ogl)으로 구성되어 있다.[12] 이 동굴은 석회암 지층에 발달한 절리를 따라 지하수가 흐르면서, 오랜 시간에 걸쳐 석회암층을 용해시킨 결과로 만들어진 것이다. 고씨굴에는 다양한 모양의 종유석과 석순, 석주 등이 발달한다.[18]
- 천연기념물 제543호 영월 무릉리 요선암 돌개구멍 : 무릉도원면 무릉리(인근에 방림 트러스트 단층이 있음)의 주천강 화강반암 위에 형성된 지형이다. 이 화강암은 중생대 쥐라기에 관입한 흑운모 화강암(Jbgr)이다.[12]

### 단층
영월군 내에 존재하는 단층은, 북면과 남면 일대에 존재하는 일련의 스러스트 단층들로 구성된 영월인편상구조대(영월 스러스트 시스템)와 김삿갓면 옥동리에서 그 명칭이 유래된 옥동 단층 그리고 영월군 전 지역에 산재하는 소규모의 단층들이 있다.

## 행정 구역
영월군의 행정 구역은 2읍 7면으로 구성된다. 영월군의 면적은 1,127.45 km2이다. 인구는 2017년 12월 말 주민등록 기준으로 4만0067 명, 2만0715 가구이며, 이 중 54%가 영월읍에 거주한다. 인구 최고점은 12만3668 명이었고, 남녀 성비는 1.06이다. 텅스텐 광산이 있어서 1970년대에 인구가 4만 명이 넘던 상동읍은 현재 전국에서 가장 인구가 적은 읍이다.
| 이름       | 한자       | 면적(km2) | 인구   | 세대   | 행정구역 |
| ---------- | ---------- | --------- | ------ | ------ | -------- |
| 영월읍     | 寧越邑     | 172.41    | 21,650 | 10,349 |          |
| 상동읍     | 上東邑     | 139.5     | 1,157  | 712    |          |
| 산솔면     | 산솔面     | 124.77    | 1,586  | 878    |          |
| 김삿갓면   | 金삿갓面   | 171.5     | 1,816  | 1,036  |          |
| 북면       | 北面       | 111.34    | 2,304  | 1,281  |          |
| 남면       | 南面       | 82.18     | 2,338  | 1,336  |          |
| 한반도면   | 韓半島面   | 69.87     | 3,156  | 1,755  |          |
| 주천면     | 酒泉面     | 102.51    | 4,028  | 2,195  |          |
| 무릉도원면 | 武陵桃源面 | 153.37    | 2,032  | 1,173  |          |
| 영월군     | 寧越郡     | 1,127.45  | 40,067 | 20,715 |          |

* 인구·세대는 2017년 12월 31일 주민등록 기준

## 인구
영월군(에 해당하는 지역)의 연도별 인구 추이
| 연도   | 총인구    |  |
| ------ | --------- |  |
| 1966년 | 124,659명 |  |
| 1970년 | 123,619명 |  |
| 1975년 | 112,563명 |  |
| 1980년 | 95,495명  |  |
| 1985년 | 81,861명  |  |
| 1990년 | 65,595명  |  |
| 1995년 | 47,720명  |  |
| 2000년 | 43,732명  |  |
| 2005년 | 36,979명  |  |
| 2010년 | 34,880명  |  |

## 산업
산간지이기 때문에 경지 면적이 좁고 밭이 많다. 목초가 많아 소를 많이 치고 임상이 좋아 용재와 신탄 산출이 많다. 영월군의 지질 구조상 각종 광물의 매장이 풍부하여 영월탄전과 삼척탄전의 무연탄, 상동광산의 텅스텐, 조선 누층군의 석회석, 기타 철·아연·수연·창연·니켈·주석 등이 산출되고 삼척시의 삼척탄전과 더불어 우리나라의 자원의 보고를 이루고 있다. 그런데 근 40년의 역사를 가진 영월탄전의 마차탄전이 1972년 9월말 폐광된 데 이어 상동광산 텅스텐광도 값싼 중국산이 수입되면서 1992년 채굴을 중단했다. 영월에는 또 복합화력발전소가 있고, 무연탄과 무한한 석회암 그리고 풍부한 전력은 시멘트공장을 건설케 했다.

### 농림업
주요 농산물은 쌀·옥수수·보리·밀·감자·누에고치·소·닭·염소·꿀 등이다. 수목의 벌채가 비교적 적어 무성한 임삼이 많이 남아 있어 유용재와 신탄 산출이 적지 않으며, 특히 광산용 갱목을 다른 지방으로 공급하고 있다.

### 광업
상동광산의 중석·창연·휘수연, 순경광산의 주석, 삼척탄전의 일부인 옥동(玉洞)의 무연탄은 유명하였으나 석탄합리화정책에 따라 광산은 많이 줄었다. 무연탄 광산은 영월읍과 북면에 각각 1개 소가 있다. 40만 kW의 영월복합화력발전소와 무진장의 석회석은 부근의 시멘트·석회 공업 발달에 크게 기여하고 있다. 한편, 태백선(함백선)의 개통과 이의 전철화는 이 지역 자원개발에 더욱더 박차를 가하고 있다.

### 특산물
인진쑥·신령버섯·청결고춧가루·정든고추장·영월참기름·영월더덕·청결미·영월사과·그랜채소·잡곡·토종대추·취나물·꿀·칡국수·버섯·묵·한우고기·메주·생광석·목공예품·영월칡술·칡녹말 등이 유명하다
역사
- 장릉 (영월읍)

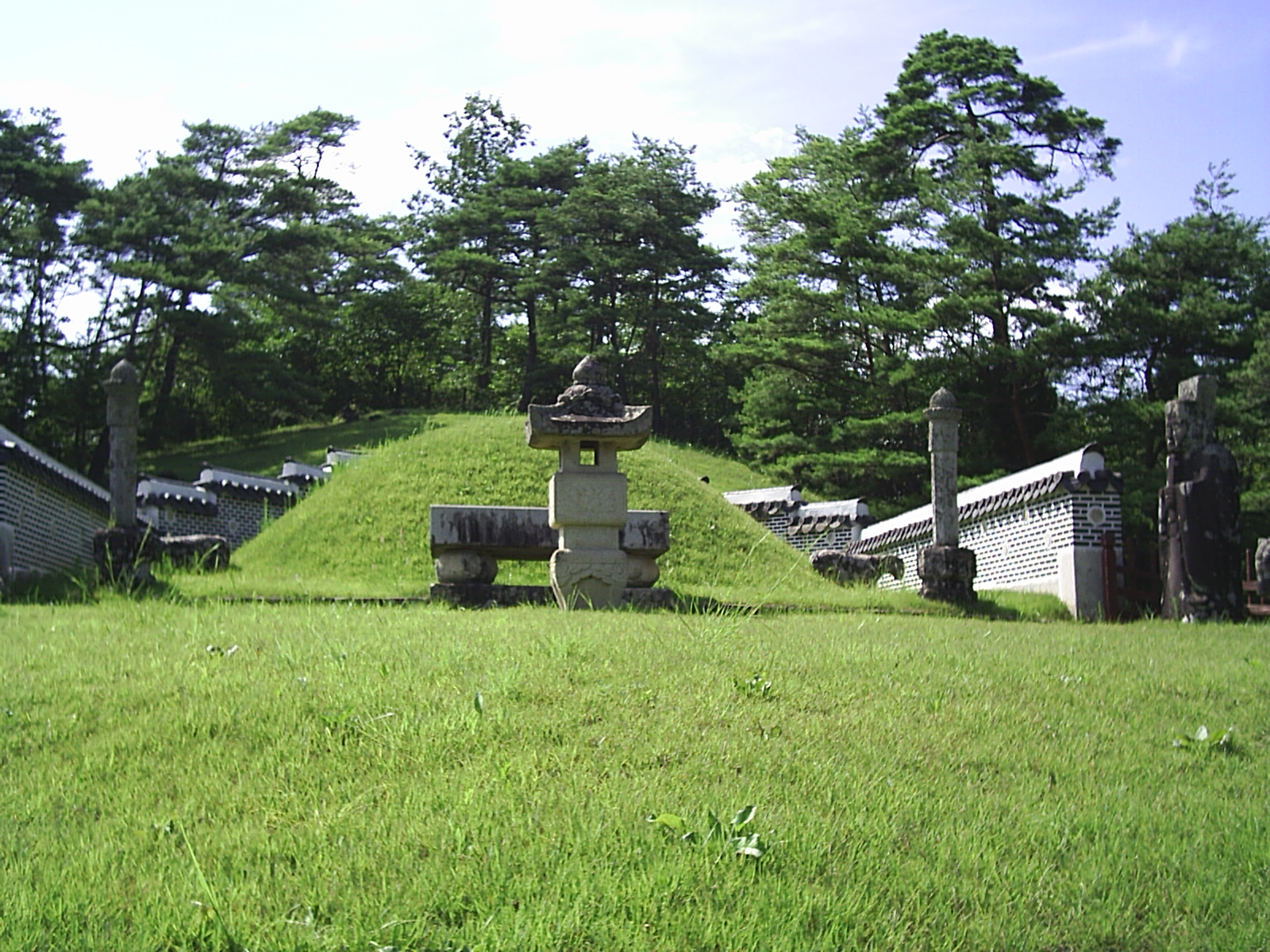
단종의 넋이 서린 장릉

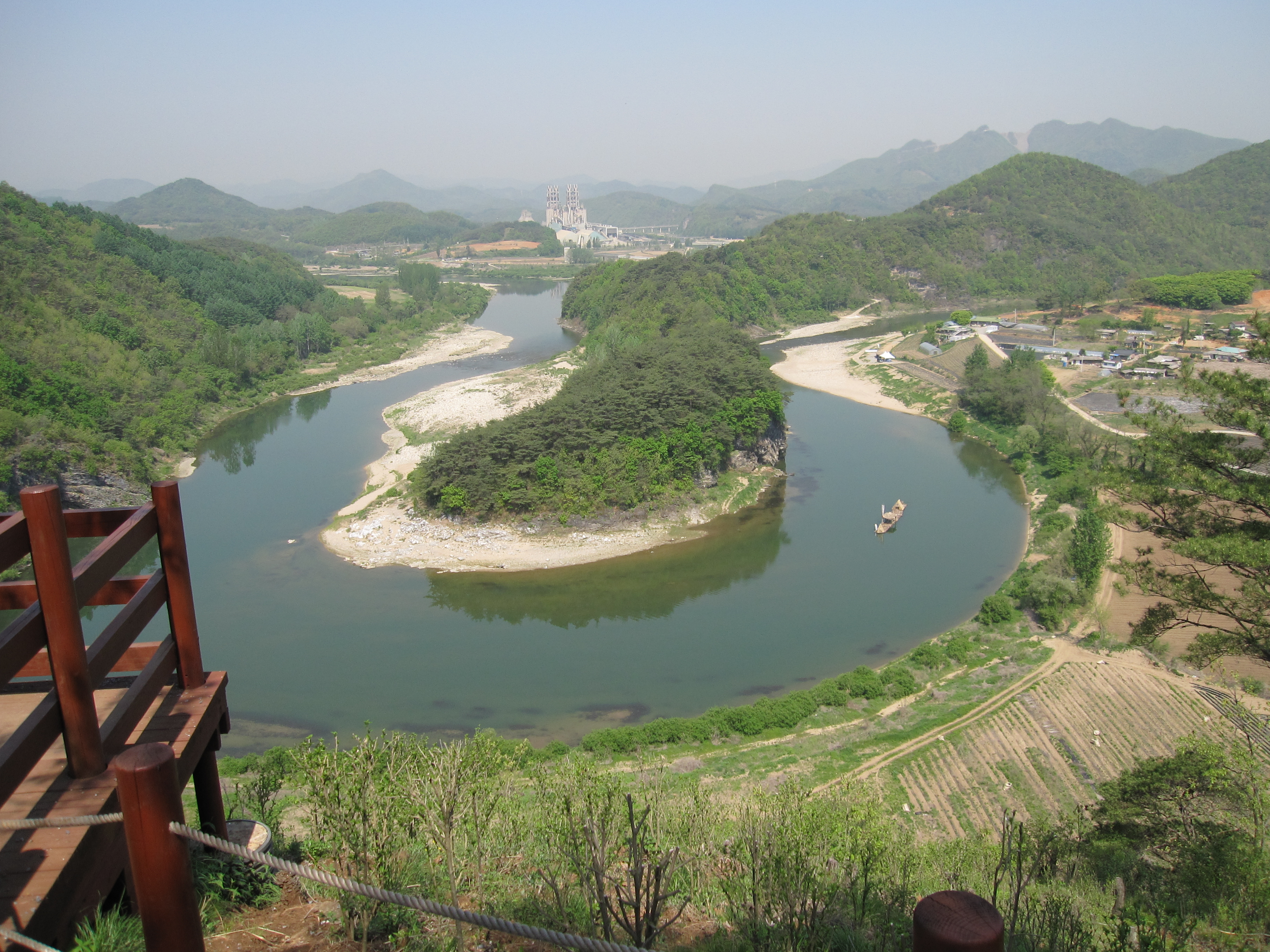
한반도지형

조선 단종의 무덤으로 영월읍에 위치하고 있다. 사적 제196호로 지정되어 있다. 단종이 작은 아버지 수양대군에게 왕의 자리를 빼앗기고 청령원에 유배되었다가 1457년 10월 24일 17세에 사약을 받고 숨을 거두었다. 그러나 모든 사람이 후환이 두려워 시신을 거두지 못한 채 강물에 떠다녔는데, 호장 엄흥도가 을지산 현 위치에 암장하였다. 이로써 왕릉은 《경국대전》에 따라 한양으로부터 100리 이내에 안장되어야 한다는 규정에서 벗어나 장릉은 경국대전의 규정에서 제외된 유일한 왕릉이 되었다.
- 어라연 (영월읍)
- 영월 선돌 (영월읍)
- 고씨굴 (김삿갓면)

천연기념물 제219호로, 임진왜란 당시 고씨가족이 피난하였던 곳이라하여 붙여진 이름이며 그 밖에도 수도장 등으로 이용되어 왔다고 전한다. 예전에는 나룻배를 타고 폭 130m인 남한강을 건너 입구에 이르렀으나, 지금은 동굴 입구까지 다리로 연결되어 있다.
- 김삿갓 유적지 (김삿갓면)
- 청령포 (영월읍)
- 영월 다하누촌 (주천면)
- 별마로천문대 (영월읍)
- 동강사진박물관 (영월읍)
- 봉래산 (영월읍)
- 영월 한반도 지형 (한반도면)

국가지정문화재 명승 제75호로 한반도를 닮아 불리게 되었다. 사계절 내내 특색 있는 경관을 보여 주는 관광지이다.
- 법흥사
- 동강
- 강원도탄광문화촌

### 축제
- 동강뗏목축제
- 동강국제사진제
- 김삿갓문화제

## 교통

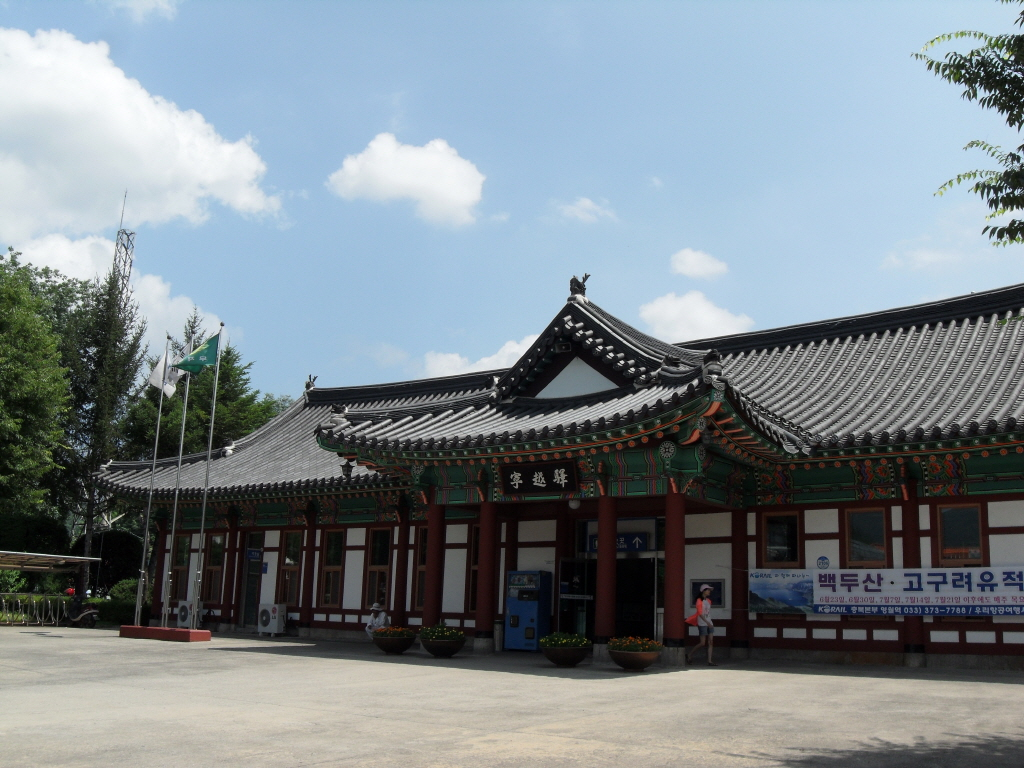
영월역

철도는 태백선이 제천으로부터 분기되어 군내를 횡단하여 정선군에 달한다. 또한 도로는 원주·횡성·평창·정선·태백·제천·단양·봉화 등에 연결되기는 하나 아직 교통이 불편하다.

### 도로교통
31번 국도, 38번 국도, 59번 국도, 28번 국가지원지방도, 82번 국가지원지방도, 88번 국가지원지방도가 통과한다. 38번 국도는 4차선 도로인데 쌍용-영월-석항구간은 자동차전용도로이다.

### 철도교통
태백선이 통과하며, 여객 영업은 쌍룡역, 영월역에서 담당한다.

### 버스 교통
- 영월군의 농어촌버스

## 교육

### 고등학교
| - 상동고등학교 - 주천고등학교 | - 영월공업고등학교 - 영월고등학교 | - 마차고등학교 - 석정여자고등학교 |

## 자매 도시
| 국가     | 도시       | 도시         |
| -------- | ---------- | ------------ |
| 일본     | 홋카이도   | 히가시카와정 |
| 대한민국 | 서울특별시 |              |
| 대한민국 | 서울특별시 | 성북구       |
| 대한민국 | 서울특별시 | 용산구       |
| 대한민국 | 서울특별시 | 은평구       |
| 대한민국 | 서울특별시 | 종로구       |
| 대한민국 | 경기도     | 남양주시     |
| 대한민국 | 경기도     | 안양시       |
| 대한민국 | 경기도     | 하남시       |
| 대한민국 | 인천광역시 | 계양구       |